# Darko Gyabi
Darko Gyabi, né le 18 février 2004 à Catford en Angleterre, est un footballeur anglais qui évolue au poste de milieu défensif au Plymouth Argyle.

## Biographie

### En club
Né à Catford en Angleterre, Darko Gyabi est formé par le Millwall FC avant d'être repéré par plusieurs clubs de première division comme Arsenal FC ou Wolverhampton Wanderers mais c'est Manchester City qui recrute le joueur de 14 ans en novembre 2018,.
Lors de la saison 2021-2022, Gyabi remporte notamment la Premier League 2 avec l'équipe des moins de 21 ans de Manchester City.
Le 4 juillet 2022, Darko Gyabi signe en faveur de Leeds United sans avoir fait la moindre apparition avec l'équipe première de Manchester City. Le joueur de 18 ans signe un contrat de quatre ans avec son nouveau club, soit jusqu'en juin 2026,.
Il joue son premier match en professionnel avec Leeds le 9 novembre 2022, lors d'une rencontre de Coupe de la Ligue anglaise face à Wolverhampton Wanderers. Il est titularisé et son équipe s'impose par un but à zéro,. Considéré comme un grand espoir, il joue pourtant peu dans une équipe qui lutte pour son maintien mais il s'entraîne s'entraîne constamment avec l'équipe et apparaît régulièrement dans l'équipe et sur le banc, jusqu'à l'arrivée de Sam Allardyce, qui réduit son groupe en fin de saison.
Le 11 janvier 2024, lors du mercato hivernal, Darko Gyabi rejoint Plymouth Argyle sous la forme d'un prêt jusqu'à la fin de la saison.
Il joue son premier match pour Plymouth le 13 janvier 2024, lors d'une rencontre de championnat face à Huddersfield Town. Il est titularisé et les deux équipes se neutralisent (1-1 score final),.
Le 2 juillet 2024, le prêt de Gyabi à Plymouth est prolongé pour une saison supplémentaire.

### En sélection
Avec les moins de 18 ans, Gyabi joue deux matchs, l'un en 2021 et l'autre en 2022.
Le 10 mai 2023, Darko Gyabi est retenu dans la liste de l'équipe d'Angleterre des moins de 20 ans afin de participe à la coupe du monde des moins de 20 ans en 2023,. Au total il joue dix matchs avec cette sélection et marque deux buts entre 2023 et 2024.
Le 8 novembre 2024, Darko Gyabi est convoqué pour la première fois avec l'équipe d'Angleterre espoirs. Il joue son premier match avec cette sélection le 15 novembre 2024 contre l'Espagne en entrant en jeu à la place de Tyler Morton. Les deux équipes se neutralisent ce jour-là (0-0 score final).